# Liberian Armyworm Plague
Die Liberian Armyworm Plague 2009 war eine zum Jahreswechsel 2008/2009 auftretende Massenvermehrung von Raupen in den westafrikanischen Staaten der Mano River Union – Liberia und Guinea. Als Verursacher der Kalamität wurde noch im Januar 2009 die tropische Falterart Spodoptera exempta (Lepidoptera: Noctuidae) – in Afrika bekannt als African Armyworm – gemeldet; eine Überprüfung ergab jedoch die Falterart Achaea catocaloides (ebenfalls aus der Familie der Eulenfalter) als tatsächlichen Verursacher.
Zu den Ursachen der Massenvermehrung bestehen bisher nur Vermutungen.

## Bedeutung
Die liberianische Präsidentin Ellen Johnson Sirleaf schätzte die Situation als besonders kritisch bezüglich der hygienischen Bedingungen (Zusammenbruch der regionalen Trinkwasserversorgung) und des volkswirtschaftlichen Schadens ein.
Als Grundlage für eine Soforthilfe durch staatliche und internationale Hilfsprojekte wurde in den betroffenen Gebieten erstmals der State of Emergency (deutsch: Nationaler Notstand) ausgerufen. Dieser Notfall gestattet der Regierung, die wegen der hohen Auslandsverschuldung und Zahlungsunfähigkeit unter Aufsicht der Weltbank steht, den Zugriff auf spezielle Finanzfonds zum Krisenmanagement. Zur Bekämpfung bat die Regierung bei der FAO um die Erlaubnis in den betroffenen Countys stark wirksame Pflanzenschutzmittel einsetzen zu dürfen, da bereits in drei Countys die Massenvermehrung der Raupen zu einer Vernichtung der Ernte geführt hatte. Über 20.000 Menschen mussten vorübergehend ihre Dörfer verlassen. Die von den Raupen abgesonderten Exkremente wurden im Trinkwasser der ländlich strukturierten Regionen nachgewiesen und hatten allergische Erkrankungen ausgelöst.

## Vorgeschichte
Das von der Katastrophe betroffene Gebiet befindet sich im Norden Liberias, es handelt sich um die Countys Nimba, Bong und Lofa. In diesen drei Provinzen lag im Zweiten liberianischen Bürgerkrieg zunächst der Schwerpunkt der Kämpfe zwischen den Bürgerkriegsparteien. In der Folge entstanden in Grenznähe Flüchtlingslager mit insgesamt etwa 300.000 Binnenflüchtlingen sowie in der Grenzregion Guineas weitere Flüchtlingslager mit nochmals etwa 50.000 Flüchtlingen. Die humanitäre Situation in den Flüchtlingslagern wird durch Hilfsprogramme erleichtert, die Umsiedlungsprogramme und der Wiederaufbau der kriegszerstörten Wirtschaft in den betroffenen Countys stagniert noch wegen fehlender Finanzierung. Die Landwirtschaft ist die tragende Säule in der liberianischen Volkswirtschaft und umfasst in der Mehrzahl bäuerliche Selbstversorger, sie dient der regionalen Versorgung. Ein wirtschaftlich bedeutsamer Binnenhandel konnte in Liberia wegen der schlechten Transportsituation bisher nicht aufgebaut werden. In der Regenzeit bricht der Straßenverkehr wegen Unbefahrbarkeit der Straßen zusammen. Von großer volkswirtschaftlicher Bedeutung für Liberia ist der grenzüberschreitende Handel mit Agrarprodukten mit den Nachbarstaaten Guinea und Sierra Leone.

## Auswirkungen
Als Folge des Schädlingsbefalls wurde ein Großteil der Ernte an Grundnahrungsmitteln und den für den Welthandel angebauten Plantagenfrüchten (Kaffee, Kakao, Bananen, Ananas – sogenannte cash crops) vernichtet. Für die amtierende Regierung Johnson Sirleaf bedeutete diese, mit einer Naturkatastrophe vergleichbare Situation, eine weitere, ernste innenpolitische Belastungsprobe, die mit Hilfe der internationalen Gemeinschaft bewältigt werden konnte.